# لويز ستيفنز براينت
لويز ستيفنز براينت (بالإنجليزية: Louise Stevens Bryant) هي محرِّرة وكاتِبة وطبيبة أمريكية، ولدت في 19 سبتمبر 1885 في باريس في فرنسا، وتوفيت في 29 أغسطس 1956 في برونكسفيل في الولايات المتحدة.

## المهنة
التحقت لويز بريانت بكلية سميث وتخرجت ببكالوريوس في العلوم في عام 1908، وعملت بعد ذلك في مؤسسة روسيل سيج، حيث عملت في مجال إصلاح التعليم، بعد ذلك عملت في جامعة بنسلفانيا في عيادة لايتنر ويتمر السريرية النفسية للأطفال، وفي نفس الوقت درست للحصول على درجة الدكتوراه في العلوم الطبية التي حصلت عليها عام 1914، وبعد حصولها على شهادة الدكتوراه عملت في المحكمة البلدية في فيلادلفيا أولًا كرئيسة لقسم الشؤون الجنائية للمرأة، ثم أثناء الحرب كاختصاصية في الإحصاء لرئيس الهيئة، وعملت من عام 1919 حتى 1923 كأمينة سر التعليم والمنشورات في منظمة المرشدات في الولايات المتحدة (وهي منظمة تهدف إلى تطوير مهارات معينة في مجالات مختلفة كالصحة والمواطنة عند الإناث).
انضمت بريانت عام 1923 إلى مجال الصحة العامة كموظفة في لجنة تطوير المستوصفات في مدينة نيويورك، وفي عام 1927 عُينت من قبل روبرت لاتو ديكنسون سكرتيرة تنفيذية للجنة الوطنية لصحة الأم، وأثناء عملها سكرتيرة حررت العديد من منشورات اللجنة الوطنية لصحة الأم (CMH)، بما في ذلك كتاب التحكم في الحمل، وكتيب لتقنيات منع الحمل في عام 1931، ودراسات أكاديمية أخرى في علم الجنس ومنع الحمل والإجهاض والعقم، وغادرت اللجنة الوطنية عام 1935 بعد خلاف مع ديكنسون.
عملت بريانت نائبة أمريكية لعالم الجنس البريطاني هافلوك إيليس ، وساعدته في مناقشة المنشور الأميركي الثاني لدراساته المكونة من سبعة مجلدات في دراسة علم نفس الجنس عام 1933، وبعد ذلك عملت صحفية للرابطة الأميركية لنساء الجامعة من 1938 حتى 1952.

## الحياة الشخصية
تزوجت لويز ستيفنس بريانت من آرثر بريانت في عام 1909، وتطلقا في عام 1912، وكانت لورا بيم شريكتها الرومانسية لما يقارب 35 سنة، وكانت تعمل مدرّسة وكاتبة، التقت بريانت ببيم عام 1920 أثناء العمل سويًا في اللجنة الوطنية لصحة الأم، ثم بعد وفاة بريانت عام 1956 نشرت بيم سيرتها الذاتية بعنوان "وصية من حياة: سيرة ذاتية للويز ستيفنس بريانت في عام 1963.

## معلومات إضافية
أوراق لويز ستيفن بريانت 1885-1956 مجموعة صوفيا سميث، كلية سميث.